# Conseil rural de Veriakouchi
Le conseil rural de Veriakouchi (Верякушский сельсове́т) est une entité administrative territoriale de Russie regroupant plusieurs villages de l'arrondissement (raïon) de Diveïevo dans l'oblast de Nijni Novgorod. Son siège administratif est le village de Veriakouchi. 

## Histoire
Le statut et les limites du conseil rural sont formalisés par une loi de l'oblast de Nijni Novgorod du 15 juin 2004 n° 60-3 « À propos de la dotation des entités municipales: villes, bourgs ouvriers et conseils ruraux de l'oblast de Nijni Novgorod avec le statut de localités de peuplement urbain et rural ».

## Population
Recensements (*) ou estimations de la population :
| 2002* | 2010* | 2012  | 2013  |
| ----- | ----- | ----- | ----- |
| 1 564 | 1 317 | 1 289 | 1 230 |

| 2016  | 2019  | 2020 | - |
| ----- | ----- | ---- | - |
| 1 113 | 1 042 | 987  | - |

## Subdivisions
Les localités faisant partie du conseil rural de Veriakouchi sont les suivantes (avec le nombre d'habitants à l'année en 2020):
- Dernovka : 36 habitants
- Itchalovo : 214 habitants
- Koutouzovo : 16 habitants
- Oznobichino : 0 habitant
- Onoutchino : 277 habitants
- Orekhovets : 322 habitants
- Slepye : 14 habitants
- Veriakouchi (siège) : 438 habitants

Localités supprimées
Le village de Novoïe Kachino a été supprimé en 2013.